# Loch Damh
Loch Damh är en sjö i Storbritannien.   Den ligger i kommunen Highland och riksdelen Skottland, i den nordvästra delen av landet, 700 km nordväst om huvudstaden London. Loch Damh ligger 40 meter över havet. Arean är 2,8 kvadratkilometer. Trakten runt Loch Damh består i huvudsak av gräsmarker. Den sträcker sig 5,6 kilometer i nord-sydlig riktning, och 2,2 kilometer i öst-västlig riktning.